# Amt Isselhorst
Das Amt Isselhorst war ein Amt im Kreis Bielefeld im Regierungsbezirk Minden der preußischen Provinz Westfalen. Es bestand in der Mitte des 19. Jahrhunderts und ging dann im Amt Brackwede auf. Die ehemaligen Gemeinden des Amtes gehören heute teils zur Stadt Gütersloh, teils zur Stadt Bielefeld.

## Geschichte
Bis 1806 gehörte der Raum Isselhorst zur Vogtei Brackwede im Amt Sparrenberg der Grafschaft Ravensberg, die seit dem 17. Jahrhundert zu Preußen gehörte. In der napoleonischen Zeit wurde aus der Vogtei Brackwede der Kanton Brackwede im Distrikt Bielefeld des Königreichs Westphalen. Im Kanton Brackwede wurden 1808 zwei Munizipalitäten eingerichtet. Die Zweite Munizipalität umfasste Steinhagen, Isselhorst, Hollen, Holtkamp, Niehorst und Ebbesloh. Steinhagen wurde 1812 durch Erlass des Königs von Westphalen vom Kanton Brackwede in den Kanton Brockhagen umgegliedert.
Nach dem Ende der Franzosenzeit fiel das Ravensberger Land 1813 wieder an Preußen. Im Rahmen einer großen Verwaltungsreform wurde Preußen in neu eingerichtete Provinzen, Regierungsbezirke und Kreise gegliedert. 1816 wurde im Regierungsbezirk Minden der Provinz Westfalen der Kreis Bielefeld gebildet, der auch das nunmehr als Gemeinde bezeichnete Gebiet um Isselhorst umfasste. Mit der Einführung der Westfälischen Landgemeindeordnung wurde schließlich aus der Gemeinde Isselhorst im Dezember 1843 das Amt Isselhorst. Das Amt Isselhorst hatte 2.678 Einwohner und war seit 1847 in fünf Gemeinden gegliedert:
- Ebbesloh
- Hollen
- Holtkamp
- Isselhorst
- Niehorst

Zeitgleich wurde auch das benachbarte Amt Brackwede gebildet, dessen Amtmann in Personalunion das Amt Isselhorst mitverwaltete. Bereits 1847 wurden beide Ämter zum Amt Brackwede-Isselhorst mit Sitz in Brackwede vereinigt. Schließlich bürgerte sich für das Amt der Name Amt Brackwede ein. 
Mit dem Gesetz zur Neugliederung des Kreises Wiedenbrück und von Teilen des Kreises Bielefeld wurden die kommunalen Verhältnisse im Raum Isselhorst zum 1. Januar 1970 neu geordnet:
- Holtkamp sowie ein kleiner Teil von Isselhorst wurden in die Stadt Brackwede eingegliedert.
- Ebbesloh, Hollen, der größte Teil von Isselhorst sowie Niehorst wurden in die damals zum Kreis Wiedenbrück gehörige Stadt Gütersloh eingegliedert.

Kurze Zeit später wurde Holtkamp zusammen mit Brackwede zum 1. Januar 1973 nach Bielefeld eingemeindet.

## Kirchliche Zugehörigkeit
Isselhorst, Ebbesloh, Hollen, Holtkamp und Niehorst bildeten seit alters her das evangelische Kirchspiel Isselhorst.